# Paddy Moore
Paddy Moore (4 d'agost de 1909 - 24 de juliol de 1951) fou un futbolista irlandès de la dècada de 1930.
Fou internacional amb la selecció d'Irlanda unificada (IFA) i amb l'Estat Lliure d'Irlanda (FAI).
Pel que fa a clubs, defensà els colors de Shamrock Rovers i Aberdeen FC, entre d'altres.

## Palmarès
Shamrock Rovers
- League of Ireland 1
  - 1931-32:
- FAI Cup 3
  - 1931, 1932, 1936:
- League of Ireland Shield 1
  - 1931-32:
- Leinster Senior Cup 2
  - 1930, 1933: